# Gioseffo Zarlino
Gioseffo Zarlino (ur. prawdop. 31 stycznia 1517 w Chioggii, zm. 4 lutego 1590 w Wenecji)  – włoski kompozytor i teoretyk muzyki okresu renesansu. 
Jego Le istitutioni harmoniche (1558) jest jednym z najważniejszych dzieł z teorii muzyki , a cała twórczość literacka jest podstawą do uznawania go za jednego z najwybitniejszych nowożytnych teoretyków muzyki. Dokonał nowej klasyfikacji konsonansów i dysonansów. Wypracowane przez niego, na podstawie nauk Adriana Willaerta, zasady kontrapunktu zostały zaadaptowane przez innego włoskiego teoretyka muzyki, Orazia Tigriniego oraz później, przez ucznia Zarlina, Giovanniego Artusiego . Zarlino jako pierwszy opisał i matematycznie uzasadnił budowę dwóch typów trójdźwięków, które nazwał „żywymi i radosnymi” oraz „smutnymi lub tęsknymi”. Koncepcja ta doprowadziła Hugona Riemanna do błędnych wniosków, jakoby Zarlino był prekursorem systemu dźwiękowego dur-moll.